# Margot Theben
Margot Theben (* 10. Februar 1935 in Rostock; † 24. März 2024) war eine deutsche Politikerin (SED, PDS).

## Leben und Beruf
Theben machte eine Berufsausbildung zur Bürstenmacherin und studierte Finanzen und Haushalt an der Hochschule für Finanzwirtschaft Potsdam-Babelsberg. Sie war von 1956 bis 1958 im Stadtrat von Stralsund angestellt und von 1958 bis 1966 Mitarbeiterin beim Rat des Bezirks Frankfurt (Oder), wo sie zuletzt Unterabteilungsleiterin für den Bezirkshaushalt war. Von 1967 bis 1970 war Theben Aspirantin und wissenschaftliche Assistentin an der Hochschule für Ökonomie Berlin-Karlshorst, wo sie 1971 promovierte. 
Von Juli 1990 bis Juli 1991 war sie Verwaltungsangestellte der Bezirksverwaltungsbehörde Frankfurt/Oder. Sie war zudem Beiratsmitglied bei der Investitionsbank des Landes Brandenburg.

## Politische Tätigkeit
Theben war von 1957 bis 1989 Mitglied der SED und ab 1990 der PDS. Sie war von 1971 bis 1990 Mitglied für Finanzen im Rat des Bezirkes Frankfurt (Oder). 
Nach der Wende saß sie von 1990 bis 1999 im Landtag Brandenburg. Sie zog beide Male über die Landesliste in das Parlament ein. Sie war haushaltspolitische Sprecherin der Partei.
Urnenbeisetzung auf dem Hauptfriedhof Frankfurt/Oder.